# شيرلي ستريكلاند

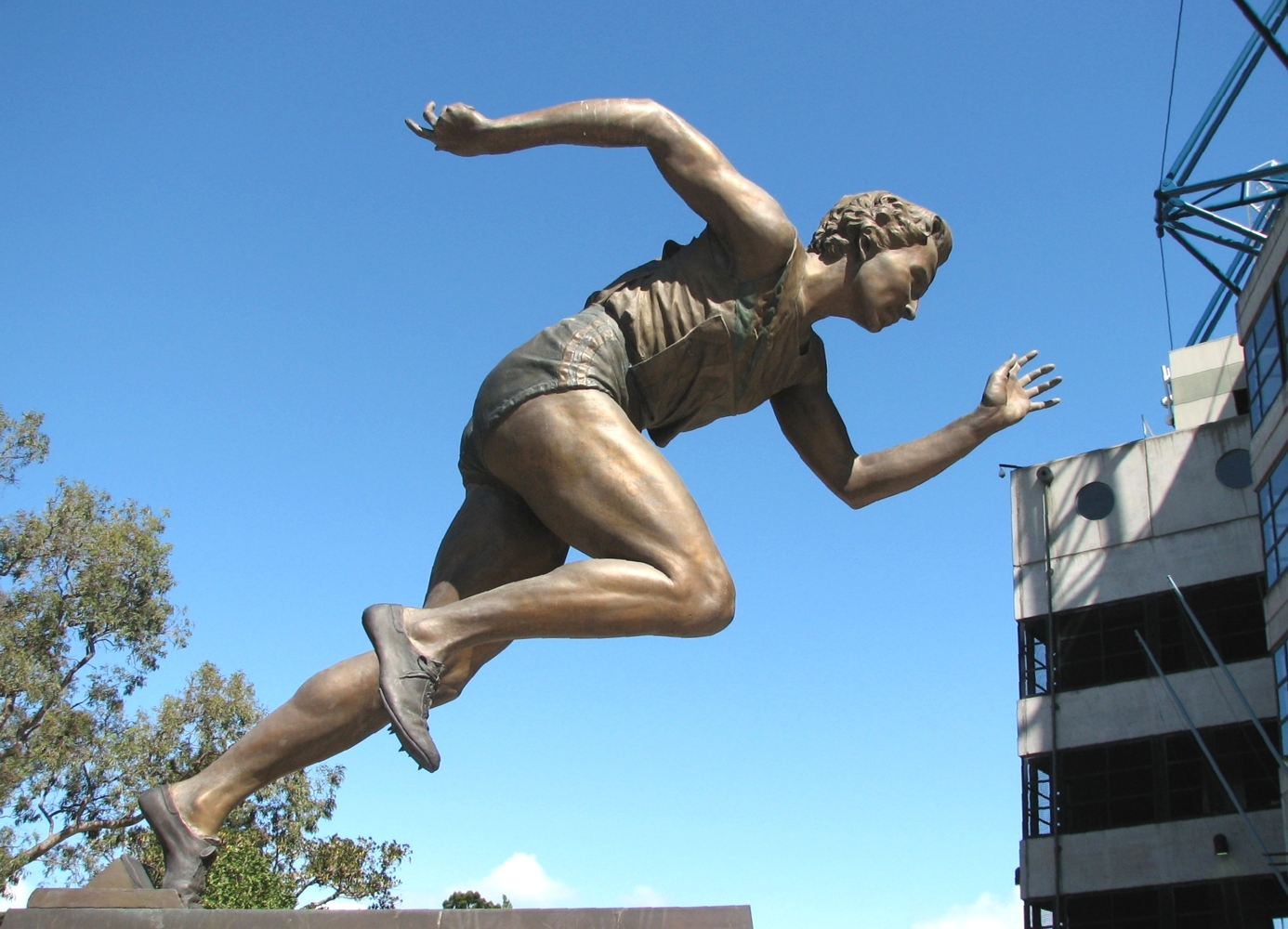
نصب تذكاري لشيرلي ستريكلاند

شيرلي ستريكلاند (Shirley Strickland) هي لاعبة أولمبية لرياضة ألعاب القوى من أستراليا. شاركت في الأولمبياد الصيفي في 1948–1956، وفازت بما مجموعه 7 ميداليات.

## الميداليات
| ذهب | فضة | برونز | المجموع |
| 3   | 1   | 3     | 7       |

## روابط خارجية
- شيرلي ستريكلاند على موقع الاتحاد الدولي لألعاب القوى (الإنجليزية)
- شيرلي ستريكلاند على موقع النتائج التاريخية لألعاب القوى الأسترالية (الإنجليزية)
- شيرلي ستريكلاند على موقع اللجنة الأولمبية الدولية (الإنجليزية)
- شيرلي ستريكلاند على موقع أوليمبيديا (الإنجليزية)
- شيرلي ستريكلاند على موقع اللجنة الأولمبية الأسترالية (الإنجليزية)
- شيرلي ستريكلاند على موقع اتحاد ألعاب الكومنولث (مؤرشف) (الإنجليزية)
- شيرلي ستريكلاند على موقع قاعة أستراليا للمشاهير الرياضية (الإنجليزية)